# Le Chat potté (jeu vidéo)
Le Chat potté (Puss in Boots) est un jeu vidéo d'action développé par Blitz Games et ImaginEngine et édité par THQ, sorti en 2011 sur Xbox 360, Wii, PlayStation 3 et Nintendo DS. Il est adapté du long métrage d'animation de DreamWorks Animation Le Chat potté.

## Système de jeu
Le jeu propose au joueur de suivre la trame du film du même nom et est destiné à être joué avec la détection de mouvements, que ce soit avec le PlayStation Move, le Kinect de la Xbox ou encore la Wiimote. Chaque action du joueur est détectée par la détection de mouvements et retranscrite à l'écran tant au niveau du combat que des déplacements. Le jeu est ainsi découpé en différentes phases, avec des phases de combat mais également des phases de plates-formes. De temps à autre, des séquences d'infiltration similaire au jeu 1,2,3 soleil sont proposées au joueur ou des phases s'apparentant à un jeu de rythme,. 
Contrairement aux adaptations pour les consoles de salon, l'adaptation sur Nintendo DS est un jeu de rythme, proposant quelques mini-jeux entrecoupés d'animations ayant pour but de faire progresser l'histoire, différente des adaptations sur consoles de salon.

## Accueil
Quelle que soit la plateforme sur laquelle le jeu est paru, il reçoit dès sa sortie des critiques mitigées. Pour l'adaptation sur consoles de salon, Jeuxvideo.com lui donne la note de 10, appréciant les graphismes et la maniabilité, mais déplorant une trop forte assistance envers le joueur et un contenu trop faible. Même note pour Jeuxactu.com qui apprécie également les graphismes et la maniabilité, ainsi que certaines actions, mais qui déplore une trop faible durée de vie. L'agrégateur de critiques Metacritic lui donne la note de 70 pour l'adaptation PlayStation 3, la presse spécialisée appréciant les graphismes, l'atmosphère enjouée et la maniabilité, mais déplorant encore une fois le grand manque de contenu proposé par le jeu. L'adaptation sur Nintendo DS est la moins bien notée, avec la note de 2 par Jeuxvideo.com, qui déplore des mauvaises animations, un gameplay creux et un jeu avare en contenu, amenant une très faible durée de vie.  